# Llangors
Llangors (en anglais) ou Llan-gors (en gallois), parfois orthographié Llangorse, est un village et une communauté du Powys, au pays de Galles.

## Géographie
Llangors est situé dans le sud-est du Powys, dans le comté historique du Brecknockshire, à une dizaine de kilomètres à l'est de la ville de Brecon. Le lac de Llangorse s'étend juste au sud du village.
La communauté de Llangors comprend aussi les villages et hameaux de Llanfihangel Talyllyn (en), Cathedine (en), Llangasty Talyllyn (cy) et Llanywern (cy).

## Démographie
Au recensement de 2011, la communauté de Llangors comptait 1 080 habitants.